# تندیس مقاومت مردم کردستان
تندیس یادبود مقاومت مردم کردستان مجسمه‌ای اثر هادی ضیاءالدینی هنرمند کُرد اهل ایران است که در کوه آبیدر در شهر سنندج قرار دارد و به یاد مقاومت و ایثارگری مردم کُردستان در طول جنگ ایران و عراق ساخته شده‌است. این مجسمه بزرگ‌ترین مجسمه در ایران است.
این مجسمه یک پدر کُرد را نشان می‌دهد که پیکر بی‌جان دو فرزند خود را بر روی دستانش گرفته و به شهر سنندج چشم دوخته‌است.

## مشخصات مجسمه
طول این مجسمه ۱۵ متر است که روی پایه‌ای به ارتفاع ۷ متر قرار گرفته‌است و در مجموع ۲۲ متر ارتفاع دارد. جنس این مجسمه از ورق فلز بوده و اجزای ان به‌صورت پنج قطعه سه متری به هم متصل شده‌اند. وزن مجسمه حدود ۲۰ تن است. ساخت این مجسمه دو سال طول کشید و اردیبهشت ماه ۱۳۹۹ در کوه آبیدر نصب شد.

## وجه یادمانی اثر
این مجسمه با هدف یادبود مقاومت مردم کردستان در جنگ ایران و عراق به خصوص یادبود قربانیان حملهٔ شیمیایی روستای قلعه‌جی در شهرستان مریوان ساخته شد.
ابتدا قرار بود که این مجسمه را بر فراز روستای قلعه‌جی مریوان نصب شود، اما به دلیل اندازهٔ بزرگ آن تصمیم بر آن شد که بر بلندی‌های کوه آبیدر و مشرف به شهر سنندج نصب شود.